# 杉浦美香
杉浦 美香（すぎうら みか、1965年9月27日 - ）は、日本のジャーナリスト、著作家、元産経新聞記者、自民党・大阪市福島区・此花区府政対策委員長。「日本筋ジストロフィー協会」監事「倫理委員会」委員。兵庫県尼崎市出身、立命館大学法学部法学科卒業。

## 経歴
兵庫県尼崎市生まれ。尼崎市立尼崎北小学校、尼崎市立塚口中学校、兵庫県立尼崎北高等学校を経て、立命館大学法学部法学科を卒業。
1988年（昭和63年）産経新聞に記者として入社。大阪本社で社会部で大阪此花区・西区・中央区・港区・大正区を担当。事件やまちの話題を取材。横山ノック大阪府政・大阪府教育委員会を担当。政治国際室で沖縄の基地問題や海兵隊を取材。
1993年（平成5年）連載企画「病院考」でアップジョン医学記事特別賞受賞。
1995年（平成7年）1月17日、阪神・淡路大震災で被災。尼崎で両親と暮らしてた自宅の壁はひび割れ、水が出ない状況だった。電車は動かず、がらけだらけ。潰れてしまった家屋も多くあり景色は一変した。杉浦も現場に駆り出されて記者生活初の災害取材を体験する。
1997年（平成9年）脳死臓器移植取材をきっかけに、バイオエシックス（生命倫理）を学ぶため会社派遣で米国・ジョージタウン大ケネディ倫理研究所にVisiting Fellow として留学（～1998年）。
2003年（平成15年）米国・国務省の人物交流プログラム（IVLP）に招聘。 東京本社で社会部、外信部、科学部に所属。
その後、北海道と山形で支局長を歴任。北海道「正論」友の会、山形「正論」友の会を立ち上げる。週刊正論編集長に就任。サイバーテロ、バイオテロ、国連の気候変動枠組み条約会合（COP)など取材連載。
2015年（平成27年）ジョージタウン大リーダーシッププログラム修了。
2019年（令和元年）11月、31年の新聞記者生活を終焉し、54歳で産経新聞を早期退職。フリージャーナリストに転身。安全保障、科学技術、環境、SDGs、医療、地方創生をテーマに取材執筆。
2021年（令和3年）青林堂から初の著書『政治家 中山泰秀』を出版。自己防衛意識改革を唱え、ウイルスとの戦い、テロとの戦い、ハイブリッド戦時代に世界の最前線で日本を守る明哲保身の戦略型政治家の人物像を掘り下げ、本にまとめた。
2023年（令和5年）大阪府議会議員選挙に自民党から出馬。大阪市福島区及び此花区選挙区にて16,862票を獲得して落選。
現在は自民党・大阪市福島区・此花区府政対策委員長、「日本筋ジストロフィー協会」監事「倫理委員会」委員を歴任。

## 記者エピソード
- 阪神淡路大地震、東日本大震災、北海道胆振東部地震と3回大きな地震を記者として取材活動を行った[3]。

## 著書
- 『政治家 中山泰秀』（青林堂、2021年9月16日）　ISBN 978-4792607081

## 出演

### ラジオ
- 『安心安全情報』（FMラルース）[2]

### 雑誌
国立国会図書館「杉浦美香」調べにて
- 『地球環境』（日本工業新聞新社）
- 『上方芸能』（『上方芸能』編集部）
- 『世界史教育研究』（愛知県世界史教育研究会）
- 『改革者』（政策研究フォーラム）
- 『週刊正論』（産経新聞社）
- 『Will : マンスリーウイル』（ワック）